# Cesare Cavalleri
Cesare Cavalleri (Treviglio, 13 novembre 1936 – Milano, 28 dicembre 2022) è stato un giornalista, editore e critico letterario italiano.

## Biografia
Dopo aver studiato presso i Salesiani ed essersi diplomato presso l'Istituto tecnico commerciale di Treviglio, la sua città, nel 1955 fu assunto dalla Banca Nazionale del Lavoro di Milano. Si trasferì nel capoluogo lombardo per essere più vicino al luogo di lavoro, 
Ma si iscrisse anche ai corsi serali dell'Università Cattolica, conseguendo la laurea in Economia e commercio con una tesi in Statistica, avente come oggetto la frequenza del fonema zeta (zz) nei Pensieri di Giacomo Leopardi
. Durante gli anni universitari conobbe l'Opus Dei e vi entrò come numerario il 23 giugno 1959, scegliendo la via del celibato apostolico. Nel 1960 si diplomò in Sociologia presso l'Istituto Luigi Sturzo. Nel 1961 divenne assistente di Statistica del professor Luigi Vajani, a Verona, dove iniziò a collaborare alla Terza pagina dell'«Arena» e fondò «Fogli. Rivista di cultura, attualità e di problemi giovanili». Si ricorda di questo periodo la polemica con Eugenio Montale a proposito dei rapporti fra le generazioni. Quindi, nel 1965, fu chiamato al timone delle Edizioni Ares, lasciando per sempre la carriera accademica. Nel 1966 divenne direttore di «Studi cattolici. Mensile di studi e di attualità», che conservò fino alla morte. Una selezione antologica degli articoli di fondo pubblicati nei primi quarant'anni della sua direzione fu pubblicata nel 2007 con il titolo Editoriali.

### Edizioni Ares
Come editore, nei primi anni ottanta Cavalleri ricevette da Eugenio Corti il dattiloscritto del romanzo Il cavallo rosso (1983). L'Ares fu la prima casa editrice a pubblicare l'opera.

Non meno significativa fu nel 2016 la pubblicazione di L’opera poetica del romano Elio Fiore.
Cavalleri curò la versione ritmica del Libro della Passione, opera del poeta e teologo cileno José Miguel Ibañez Langlois. Ha raccolto in volume l'Intervista su san Josè Maria Escrivà, fondatore dell'Opus Dei, del beato Álvaro del Portillo. Ha curato numerose prefazioni di opere di poesia e di saggistica. Tra gli autori prediletti figurano Dino Buzzati, Thomas Eliot e Salvatore Quasimodo, Giuseppe Ungaretti (che frequentò nella casa del poeta all'Eur e da cui ebbe in dono Un grido e paesaggi), Dino Campana, Eugenio Montale (di cui difendeva il Diario postumo), Ennio Flaiano, Ezra Pound (cui dedicò una collana), Raffaele Carrieri, Vincenzo Cardarelli, Giorgio Caproni (con cui avviò un intenso carteggio), Alessandro Spina (di cui pubblicò Nuove storie di ufficiali e L'oblio) e il premio Nobel Saint-John Perse.
Come direttore di «Studi cattolici», Cavalleri seppe portare sulle colonne del mensile la firma di personaggi come Joseph Ratzinger, Vittorio Messori, Maria Adelaide Raschini, Vittorio Pomilio e Gianfranco Morra. Scoprì il talento di Aldo Maria Valli.

### Collaborazioni giornalistiche
Ha collaborato al quotidiano Avvenire dal primo numero (4 dicembre 1968). Da quell'anno fino al 1983 è stato il critico televisivo per il quotidiano. Dal 1985 al 2007, oltre ad articoli di critica letteraria e di costume, ha pubblicato ogni mercoledì su Avvenire una rubrica intitolata Persone & parole, che diede luogo a quattro volumi antologici. Dal 2 gennaio 2008, sempre al mercoledì, ha tenuto fino alla sua scomparsa la rubrica Leggere, rileggere. Nel volume Letture, ha raccolto la sua esperienza trentennale di critico letterario.
Ha collaborato alla rivista Il Domenicale (2002-2009). 

È stato membro del comitato scientifico delle riviste «La Società» (Italia) e «Humanitas» (Cile).
Nel 2006 gli è stato assegnato l'Ambrogino d'oro, onorificenza che il Comune di Milano assegna ai cittadini benemeriti.

### Morte
Si spegne il 28 dicembre 2022 all'età di 86 anni nella sua casa milanese: da settimane era infermo a causa di una malattia giunta allo stadio terminale.

Il 23 novembre si era congedato dai lettori di «Avvenire» scrivendo queste parole: «I medici mi hanno graziosamente comunicato che mi restano 9 settimane di vita. Non immaginavo simile conclusione, ma prendo volentieri atto e mi tuffo nella preparazione immediata al grande salto (quella remota è iniziata, con alti e bassi, nell’adolescenza)».

## Premi e riconoscimenti
Nel 2004 gli  è stato assegnato il Premio Internazionale Medaglia d'Oro al merito della Cultura Cattolica, un riconoscimento che in precedenza era toccato ad Augusto Del Noce, ai cardinali Joseph Ratzinger e Giacomo Biffi, a mons. Luigi Giussani, all'economista Michael Novak, allo scrittore Eugenio Corti,  al maestro Riccardo Muti. Nella motivazione si legge, tra l'altro: «Studi cattolici e le Edizioni Ares sono largamente aperte alle novità moderne, ma sempre sulla base di una identità mai posta in discussione. Ciò ha consentito a Cavalleri di porre la sua attività culturale al di sopra delle banali e interessate contrapposizioni tra modernisti e tradizionalisti, tra conciliari e anti-conciliari, per non dire della fuorviante dicotomia tra cultura "di destra" e "di sinistra"». E inoltre: «La cultura cattolica di Cavalleri non si è mai posta al rimorchio della modernità, ma ha saputo coglierne le attese e i fermenti per condurla alla riscoperta di una dimensione di verità e di speranza».

## Opere

### Libri
- Per vivere meglio, Brescia, La Scuola-Morcelliana, 2018[9].
- Sintomi di un contesto, Milano-Udine, Mimesis, 2019.

### Raccolte di articoli
- Letture (1967/1997), Edizioni Ares, 1998 (raccolta delle sue recensioni di opere letterarie).
- Editoriali di Studi cattolici, Edizioni Ares, 2006.
- Persone e parole, voll. 1-2-3-4, Edizioni Ares, 1989/2008 (antologia dell'omonima rubrica tenuta sul quotidiano «Avvenire»).

### Traduzioni
- José Miguel Ibáñez Langlois, Il libro della Passione, Edizioni Ares, 1986 (distribuita anche in CD con musiche di Gianmario Liuni)

### Altro
- Prefazione in Fede e filosofia. Il pensiero cattolico dell'Italia del dopoguerra, di Chiara Ronchetti (edizioni Mondadori-Leonardo).
- Postfazione, in Alberto Caramella, Lunares Murales, Firenze, Le Lettere, 1999, pp. 307–315.